# Babice (województwo lubelskie)
Babice – wieś w Polsce położona na Płaskowyżu Tarnogrodzkim, w województwie lubelskim, w powiecie biłgorajskim, w gminie Obsza.
Wieś królewska, położona była w 1589 roku w starostwie niegrodowym zamechskim w ziemi przemyskiej województwa ruskiego.
W latach 1883–1954 istniała gmina Babice. W latach 1954–1957 wieś należała i była siedzibą władz gromady Babice, po jej zniesieniu w gromadzie Obsza. W latach 1975–1998 miejscowość administracyjnie należała do województwa zamojskiego. 
Na terenie wsi utworzono dwa sołectwa: Babice I i Babice II w gminie Obsza. Według Narodowego Spisu Powszechnego z roku 2011 wieś liczyła 954 mieszkańców i była drugą co do liczby ludności miejscowością gminy.
| SIMC    | Nazwa   | Rodzaj    |
| ------- | ------- | --------- |
| 0896108 | Polaki  | część wsi |
| 0896114 | Popówka | część wsi |

Wierni Kościoła rzymskokatolickiego należą do parafii Wniebowzięcia Najświętszej Maryi Panny w Łukowej.

## Historia
W literaturze wymieniana jako wieś należąca do grodu w Leżajsku. W 1515 i w 1589 należała do starostwa zamechskiego. Z wyników  lustracji królewszczyzn z 1564/65 wiadomo że  było tu 26 kmieci osiadłych na prawie wołoskim (czyli nie płacili czynszu, a jedynie winni byli oddawać daninę w naturze), ponadto 7 zagrodników, 1 karczmarz. Stała także ówcześnie, drewniana cerkiewka prawosławna, młyn wodny, „niedawno zbudowany" staw rybny na rzeczce Lubini.
Dochód ogólny z wsi wynosił wówczas 100 zł 19 groszy 12 denarów rocznie. W nagrodę zwycięstwa pod Byczyną w 1589 roku, wraz z całym starostwem zamechskim przeszła na dziedziczną własność kanclerza Jana Zamoyskiego. W tym samym roku włączono wieś do nowo utworzonej Ordynacji Zamojskiej, do której należała do XIX w. W r. 1792 wymieniano ją  w ordynackim kluczu zamechskim.
Według spisu miast, wsi, osad Królestwa Polskiego z roku 1827 Babice liczyły 142 domy oraz 754 mieszkańców. W końcu XIX w. było tu już 313 domów. W r. 1879 funkcjonował tu także browar ordynacki.
W okresie międzywojennym wieś była siedzibą gminy Babice, zajmującej obszar 9210 ha i liczącej 7338 mieszkańców, była pobliska Obsza. Według spisu powszechnego z roku 1921 Babice liczyły 111 domów i 830 mieszkańców, w tym 18 Żydów i 585 Ukraińców.
29 lipca 1943 r. polska ludność wsi została wysiedlona, a jej gospodarstwa zasiedlono Ukraińcami.

## Zabytki
We wsi znajduje się zabytkowy kościół, wzniesiony w latach 80. XIX wieku jako cerkiew prawosławna. W Babicach znajdują się również trzy cmentarze:
- najstarszy, unicki, po 1842 prawosławny, przy cerkwi - zachowały się 3 pomniki,
- starszy, pierwotnie unicki, założony ok. 1825, po 1842 prawosławny, użytkowany do II wojny światowej, następnie zdewastowany,
- nowy, prawosławny, założony w 1912, czynny[15].

## Urodzeni w Babicach
- Mateusz (Siemaszko) – biskup prawosławny